# Valhalla (gruppo musicale)
Valhalla furono un gruppo power metal fondato in Spagna nel 1997.

## Formazione
- Javier "Patxa" Navarro - voce (1999-2010)
- Mikel Martinez - chitarra (1997-2010)
- Ignacio "Jevo" Garamendi - chitarra (1997-2010) (voce 1997-1999)
- Chefy - basso (2001-2005, 2006-2010)
- Iván Corcuera - batteria (1997-2010)
- Kepa Jordan - basso (2005-2006)
- Iván Valdemoros - basso (1997-2001)
- Xabier Coto - chitarra (1997)

## Discografia
- Guardians of Metal (Demo) - 1998
- Beyond the Underworld (Agnat) - 2000
- Once upon a Time (Zero Records) - 2001
- Nightbreed (Goimusic) - 2003
- The Aftermath (Agnat) - 2005